# 김민지 (컬링 선수)
김민지(1999년 8월 16일~)는 대한민국의 컬링 선수로 포지션은 서드이다. 현재 경기도청 컬링단 소속으로 활동하고 있다. 세계 선수권 대회에서 동메달 2개 획득했고 아시안 게임 금메달 1개를 획득했다.